# 通波塘
通波塘又稱顾会浦，是中華人民共和國上海市青浦區和松江區境內的一條河流。通波塘全长15.2公里（一說17公里），北起白鹤鎮太平村，流经青浦區城區、重固鎮、赵巷鎮，抵達北竿山附近的淀浦河，之後又流经佘山、洞泾镇、中山街道、岳阳街道，最終流入人民河與大涨泾相連。
北宋庆历元年（1041年）朝廷下令开挖該河，南宋绍兴十四年（1144年）重新开挖，乾道元年（1165年），朝廷再度下令開挖开顾会浦，次年，由於河流流入华亭县县城通波门（北門）於是改称通波塘。之後又把河流在华亭、娄县境内河段稱为通波，流經青浦境内赵巷鎮、重固鎮的河道稱为顾会，重固之後流经青龙镇以及流至白鹤鎮的一段河流被稱為青龙。原本河流南端終點位於松江縣縣城北门。1958年，开挖松江城区穿城段，后逐河流年疏浚、拓宽，使河流延伸至大涨泾，而大涨泾又與黄浦江相連。